# Camillo Olivetti

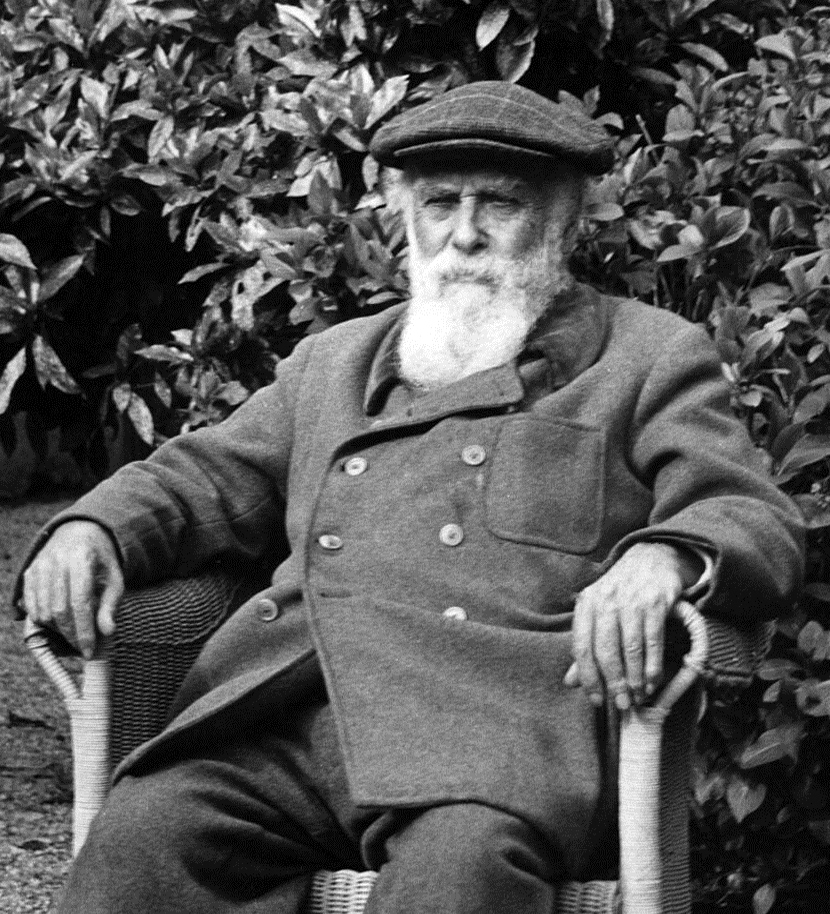
Camillo Olivetti

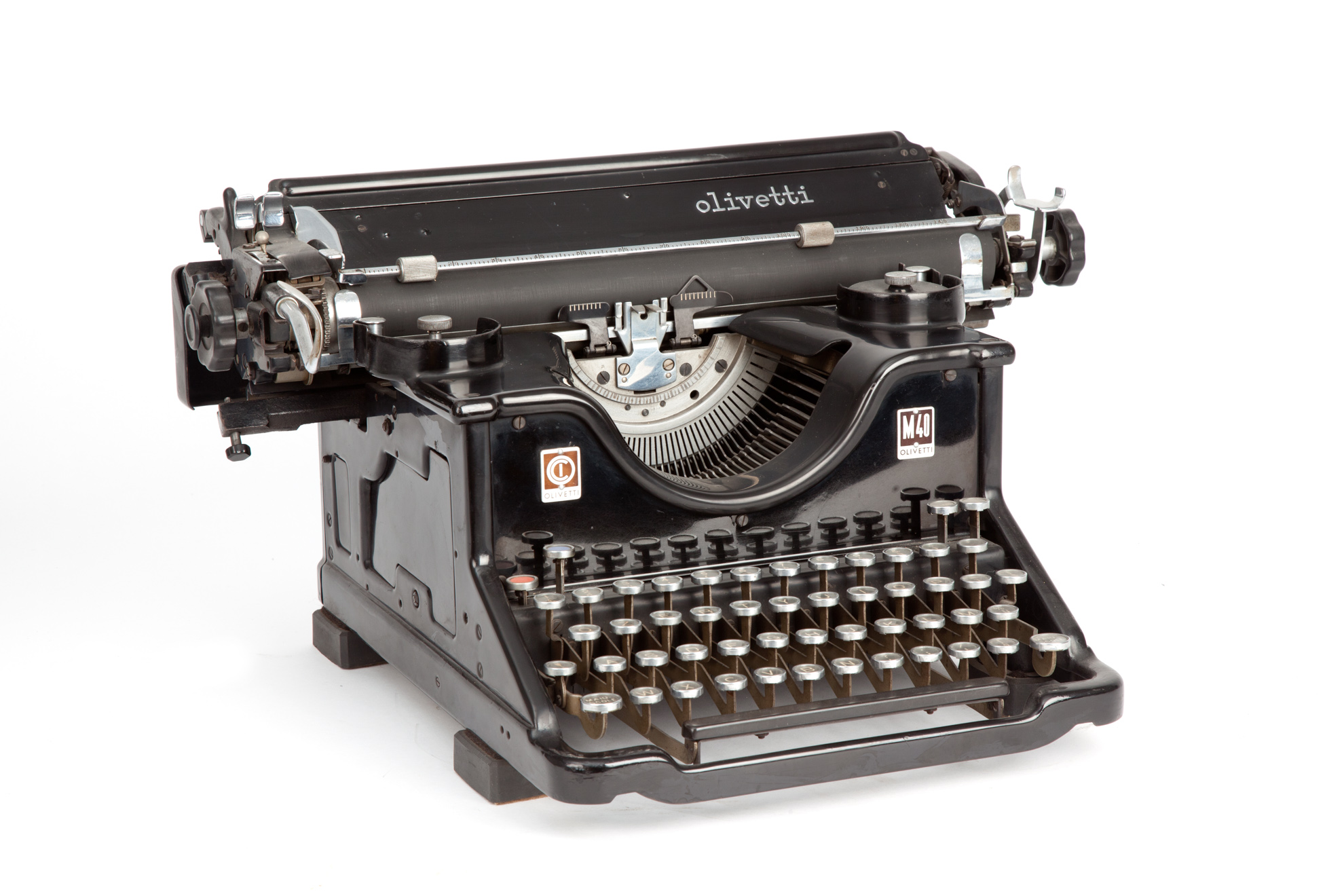
Máquina de escribir Olivetti M40, diseñada por Camillo Olivetti (Museo Nacional de la Ciencia y la Tecnología Leonardo da Vinci, Milán).

Camillo Olivetti (Ivrea, 1868 - Biella, 1943) fue un físico, ingeniero y empresario italiano, fundador de la compañía Olivetti.
Asistió a la Universidad Politécnica de Turín, donde siguió los cursos de Galileo Ferraris. Se unió al Partido Socialista, mostrando interés en el federalismo. Luego, siguió cursos de física en la Universidad de Stanford y se convirtió en asistente de ingeniería eléctrica. 
De vuelta a Italia, fundó en 1908, en Ivrea, la empresa ICO, y comenzó la producción de la primera máquina de escribir totalmente italiana. En 1926 fundó la Officina Meccanica Olivetti para la construcción de máquinas herramientas. Durante los años 30 se fabricaron los primeros modelos de mobiliario de oficina "Synthesis", los primeros teletipos y máquinas de cálculo. 
Olivetti dejó en 1938 la presidencia de la empresa, conservando la dirección de la fábrica de máquinas herramientas.